# لوراينه (كيبك)
لوراينه (بالإنجليزية: Lorraine, Quebec)‏ هي بلدية محلية في كيبيك تقع في كندا في Thérèse-De Blainville Regional County Municipality. يقدر عدد سكانها بـ 9,479 نسمة ومساحتها 6.00 كم2 .